# Europe (музичка група)
Europe (транскр.  Јуроп; у преводу Европа) шведска је рок група основана 1979. године у Упландс Весбију. Оригиналну поставу чинили су певач Џои Темпест, гитариста Џон Норум, басиста Петер Олсон и бубњар Тони Рено. Широм света постали су познати 1986. године када су издали албум The Final Countdown са истоименим хит синглом и са песмом Carrie наредне године.
Група је прекинула са радом 1992. године, али је 2003. најавила повратак и након тога објавила шест студијских албума.

## Дискографија
Студијски албуми
- Europe (1983)
- Wings of Tomorrow (1984)
- The Final Countdown (1986)
- Out of This World (1988)
- Prisoners in Paradise (1991)
- Start from the Dark (2004)
- Secret Society (2006)
- Last Look at Eden (2009)
- Bag of Bones (2012)
- War of Kings (2015)
- Walk the Earth (2017)